# New York Nationals
O New York Nationals foi um time de futebol da cidade de Nova York que jogou na American Soccer League entre 1927 e 1930. 

## História
Em 1927, Charles Stoneham, proprietário do time de beisebol New York Giants, assumiu a franquia ASL Indiana Flooring . Ele queria renomear o time dos Giants. No entanto, como já havia um New York Giants na ASL, Stoneham teve que se contentar em mudar o nome de seu time de futebol New York Nationals .  Os Nationals venceram a National Challenge Cup de 1928, derrotando o Chicago's Bricklayers and Masons FC por 4–1 no total na final.[carece de fontes?] Então, em 1929, eles ganharam a Lewis Cup, a ASL League Cup, derrotando New Bedford Whalers em três jogos.  Em 25 de maio de 1930 no Polo Grounds, o Nationals jogou um amistoso contra o Rangers, na época o atual campeão escocês . Eles perderam este jogo por 5-4.  Os jogadores mais proeminentes do Nationals incluíram Jimmy Douglas, Jimmy Gallagher, Bart McGhee e Robert Millar . Os três primeiros jogaram pelos Estados Unidos na Copa do Mundo de 1930 enquanto Millar era o treinador da equipe.
Em 1930, os New York Giants da ASL decidiram se renomear como New York Soccer Club . Aproveitando a oportunidade, Stoneham relançou o Nationals como o New York Giants .  Um jogador, Davey Brown, na verdade foi transferido do Giants para o Nationals, na verdade passando dos Giants para os Giants!
Um clube fênix do New York Nationals também jogou na United Soccer League em 1984.

## Estatísticas

### Participações
|  | Participações em 2020 |

| Competição     | Competição             | Temporadas | Melhor campanha          | Estreia | Última  | P | R |
| Estados Unidos | American Soccer League | 4          | Terceiro Lugar (1928/29) | 1927/28 | 1929/30 |   | – |